# はしけ (ライフゲーム)
ライフゲームにおけるはしけ（艀、barge）は、6ピクセルの固定物体である。

## 構造
はしけは、上の図のような構造をしている。両端のセルは2つのセルと隣接している。また、中央のセルは3つのセルと隣接している。そのため、セルが死滅することはない。また、外部のセルは最大で2つのセルにしか隣接せず、内部のセルは4つのセルに隣接している。そのため、世代を経ても構造は変化しない。

## 関連項目

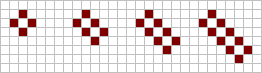
タブ・はしけ・長いはしけ

## グライダーとの衝突
グライダーと衝突する例を1つ挙げる。

これは、ブロックになる。